# Amantis fuliginosa
Amantis fuliginosa är en bönsyrseart som beskrevs av Werner 1931. Amantis fuliginosa ingår i släktet Amantis och familjen Mantidae. Inga underarter finns listade i Catalogue of Life.